# 国民議会 (アルゼンチン)
国民議会（こくみんぎかい、スペイン語: Congreso de la Nación Argentina）は、アルゼンチンの立法府。元老院（上院）及び代議院（下院）からなる二院制議会である。上院議員は6年の任期で選出され、2年ごとに3分の1で更新可能であり、各州とブエノスアイレス自治市からの3名の代表で構成される。下院議員は4年の任期で選出され、比例代表制で2年ごとに議員の半数が更新される。

## 概要
- 元老院（上院、Senado de la Nación Argentina）
- 代議院（下院、Cámara de Diputados de la Nación Argentina）

両院議員は大統領の意向に応じて、休会中に臨時議会を招集される場合がある。通常会期は3月1日から11月30日までである。議会議員は免責特権を享受するが、現行犯で逮捕された場合は特権は剥奪される。
上下両院はアルゼンチン中央銀行の管理や債務整理、条約の承認及び破棄の権利を有する。但し、予算先議権は下院が有する。大統領による宣戦布告の発出及びアルゼンチン共和国軍の動員も議会の承認を得なければならない。大臣を含む閣僚の任免権及び憲法改正の承認は上院が有する。

## 歴史
1853年憲法の施行によって、下院が設立される。設立当時、下院はベニート・グラーニャ議長を含む約20人の議員で構成されていた。
軍事政権下の1976年から1983年まで、国民議会には3つの軍の将校から成るCAL（立法諮問委員会）が設置された。CALのメンバーは副大統領（上院議長兼任）を次々と務めた。実際に特定の政策を実施に伴って、政策陸海空軍の三軍司令官間の意見の相違を検出し、議論するためであった。
1994年の憲法改正に伴い、上院の定数は48名（州または地区ごとに2名）から72名に拡充された。

## 構成
各州は上院議員3名を選出するが、アルゼンチン国民161,000人につき、議員1人を各州から送る。上院72名及び下院257名によって、構成される。
| 行政区分                       | 上院議員数 | 下院議員数 |
| ------------------------------ | ---------- | ---------- |
| ブエノスアイレス自治市         | 3          | 25         |
| ブエノスアイレス州             | 3          | 70         |
| カタマルカ州                   | 3          | 5          |
| チャコ州                       | 3          | 7          |
| チュブ州                       | 3          | 5          |
| コルドバ州                     | 3          | 18         |
| コリエンテス州                 | 3          | 7          |
| エントレ・リオス州             | 3          | 9          |
| フォルモサ州                   | 3          | 5          |
| フフイ州                       | 3          | 6          |
| ラ・パンパ州                   | 3          | 5          |
| ラ・リオハ州                   | 3          | 5          |
| メンドーサ州                   | 3          | 10         |
| ミシオネス州                   | 3          | 7          |
| ネウケン州                     | 3          | 5          |
| リオ・ネグロ州                 | 3          | 5          |
| サルタ州                       | 3          | 7          |
| サンフアン州                   | 3          | 6          |
| サンルイス州                   | 3          | 5          |
| サンタクルス州                 | 3          | 5          |
| サンタフェ州                   | 3          | 19         |
| サンティアゴ・デル・エステロ州 | 3          | 7          |
| ティエラ・デル・フエゴ州       | 3          | 5          |
| トゥクマン州                   | 3          | 9          |
| 合計                           | 72         | 257        |